# This Is Hardcore
This Is Hardcore är den brittiska popgruppen Pulps sjätte studioalbum, utgivet 30 mars 1998.
Frontfiguren Jarvis Cocker har skrivit texterna, och han har i efterhand berättat att han mådde otroligt dåligt vid tillfället. Detta lyser igenom i låtarna "The Fear" och "TV Movie".

## Låtlista
1. "The Fear"  - 5:35
2. "Dishes" - 3:30
3. "Party Hard" - 4:00
4. "Help the Aged"  - 4:28
5. "This Is Hardcore" - 6:25
6. "TV Movie" - 3:25
7. "A Little Soul"  - 3:19
8. "I'm a Man" - 4:59
9. "Seductive Barry" - 8:31
10. "Sylvia" - 5:44
11. "Glory Days" - 4:55
12. "The Day After the Revolution" - 5:52
13. "Like a Friend" - 4:32 (bonusspår på amerikansk utgåva)